# 鎖那
鎖那（さな、3月22日 - ）は日本の女性歌手。かつてはアルファベット表記のsana名義も使用していた。

## 来歴
2010年1月、「鎖那」名義でニコニコ動画にて歌ってみた動画を初投稿して活動を始め、同年7月にはニコニコ生放送での配信も開始した。当時中学3年生であった。
2013年12月18日には、みきとP作曲の楽曲を歌い手が歌唱するアルバム『みきうた』がリリースされ、そのうち「うぇんずでー・ぶるー」および「クノイチでも恋がしたい」を担当した。2014年3月5日にはふわりP作曲の楽曲を歌い手が歌唱するアルバム『ふわりPだよっ☆～みんなでうたってみた～』に参加し、「あらたなつづき」、「またあした」、「しゃばでぃーば 」を歌った。2018年6月にYouTube上に投稿したカバー楽曲「さようなら、花泥棒さん (cover) / 鎖那」は2300万回再生を上回っている。

### HoneyWorksとの活動
2014年8月22日に、コミックマーケットC86にて、「鎖那×HoneyWorks」として歌ってみたCD『好きなひと。』を頒布した。
2015年4月から「sana」名義でテレビアニメ「NARUTO -ナルト- 疾風伝」のエンディングテーマ「言葉のいらない約束」を担当し、同年5月27日にはHoneyWorksとのスプリットシングルかつメジャーデビューシングル「言葉のいらない約束 / 暁月夜-アカツキヅクヨ-」をリリースした。同年7月15日にはHoneyWorksの3rdアルバム「好きになるその瞬間を。」にボイスドラマを除く16曲にゲストボーカルとして参加した。HoneyWorks初の東京・大阪ワンマンライブではゲストボーカルも務めた。 2016年4月には、HoneyWorks原作の劇場アニメ 『ずっと前から好きでした。〜告白実行委員会〜』の挿入歌を担当した。
2025年、1月2日リリースの「アオハル応援歌 feat. 鎖那」で9年ぶりにHoneyWorksの楽曲に参加した。

### ライブ公演
2016年秋には初めてのワンマンライブツアー「プリズム」を開催し、9月19日に大阪 umeda AKASO、9月25日に名古屋 ell.FITS ALL、10月1日に東京 新宿ReNYを回った。 翌2017年1月28日には、初めてのホールワンマンライブ「プリズム Vol.2」を東京 中野サンプラザにて開催した。同年秋には「プリズム Vol.3」を開催し、10月28日に大阪umeda TRAD、10月29日に名古屋 Electric Lady Land、11月3日に福岡 Gate’s7、11月5日に東京 豊洲PITを巡回した。

### 自身での創作活動
同人活動において、自主制作CDの頒布を行っている。また、楽曲では自身のイラストを用いたミュージックビデオの制作も行っている。
2014年12月20日、歌ってみたミニアルバム『sigh.』をリリースした。2016年12月31日には、コミックマーケットC89にて、自主制作アルバム『(un)sentimental spica』をリリース。同年9月27日には、自身が作詞作曲を手がけるオリジナルアルバム『Hush a by little girl』をリリースした。2020年以降制作の楽曲は各種配信シングルとしてリリースされ、YouTube上で自身が制作したミュージックビデオが公開されている。また『Hush a by little girl』収録の「彼女は旅に出る」は、2022年度の全ての音楽配信ストアで最も再生された楽曲を表彰する部門である「Top Streaming Music 2022」にランクインした。
2021年8月15日に『Hush a by little girl』、2022年11月3日には『(un)sentimental spica』が各種音楽配信サイトにて配信された。

### 「花降る日々、」として
2021年2月19日にはめありー、000とともにユニット花降る日々、として、みきとP提供の1stシングル「muguet」を公開した。同年12月4日にはDECO*27提供の2ndシングル「ひとりじゃないじゃん」を公開した。

### 「ubique」として
2025年4月28日、瀬名航のYoutubeチャンネルにて行われたYoutubeライブ「Re:aimai」にて、鎖那をボーカルに迎えグループ「ubique」の結成を発表。6月27日には1stシングルとなる「踊りたがっている」を公開した。

## ディスコグラフィ

### シングル
| 枚  | 発売日        | タイトル                                    | 規格品番   | 規格品番 | 最高位 | タイアップ                                               |
| 枚  | 発売日        | タイトル                                    | 初回限定盤 | 通常盤   | 最高位 | タイアップ                                               |
| --- | ------------- | ------------------------------------------- | ---------- | -------- | ------ | -------------------------------------------------------- |
| 1st | 2015年5月27日 | 言葉のいらない約束 / 暁月夜-アカツキヅクヨ- | SMCL-382   | SMCL-381 | 29位   | テレビアニメ『NARUTO -ナルト- 疾風伝』エンディングテーマ |

### 配信シングル
| No. | タイトル                                   | 発売日         | レーベル    |
| --- | ------------------------------------------ | -------------- | ----------- |
| 1   | ハッピーでバッドな眠りは浅い               | 2020年2月22日  | sanapri zz  |
| 2   | 備忘録                                     | 2020年12月12日 | sanapri zz  |
| 3   | tutu                                       | 2021年7月10日  | sanapri zz  |
| 4   | ベイビーヘイロー                           | 2021年11月26日 | sanapri zz  |
| 5   | カプセル                                   | 2022年11月25日 | sanapri zz  |
|     | ラブポーション (cover) / 鎖那 & なゆごろう | 2024年2月26日  | sanayugorou |

### コンピレーション
- みきうた （EXIT TUNES、2013年12月18日発売、QWCE-00320）
  - クノイチでも恋がしたい（歌：鎖那×*菜乃、作詞・作曲：みきとP）
  - うぇんずでー・ぶるー（歌：鎖那、作詞・作曲：みきとP）
- EXIT TUNES PRESENTS Cinderella（EXIT TUNES、2014年2月19日発売、QWCE-00355）
  - 失恋リピーター feat.鎖那 （歌：鎖那、作詞・作曲：タカノン）[35]
- 花降る日々、（鎖那×000×めありー、2017年9月6日発売、HNHR-0001）
  - ニゲラの花束
  - ニゲラの花束 (instrumental)
- Love Letter with 鎖那（クレイユーキーズ、2021年2月8日発売、bigup13162110、配信シングル）[36][37]
  - Love Letter with 鎖那（歌：クレイユーキーズ with 鎖那、作曲：Kafu Satoh/クレイ勇輝、作詞：クレイ勇輝、編曲：OCEANS ex.クレイユーキーズ）
- drawing（ゆの、2024年5月30日発売、YN-0001）
  - テルテルユー

## ミュージックビデオ
| 公開年 | 曲名                         | 名義             | 作詞・作曲・編曲                              | 備考                                                               |
| ------ | ---------------------------- | ---------------- | --------------------------------------------- | ------------------------------------------------------------------ |
| 2016年 | すきなうた                   | yui × 鎖那       | yui（作詞・作曲）                             | 動画：しめのソラ Mix：流歌                                         |
| 2017年 | オオカミと少女               | 鎖那             | 鎖那（作詞） TOKOTOKO（作曲・編曲）           | イラスト：あをこ 動画：べて マスタリング：友達募集P                |
| 2017年 | さよなら、テディベア         | 鎖那             | 鎖那（作詞） mikito（作詞・作曲）             | 監督：加藤マニ 出演：都塚寧々 (tipToe.) Mix：米田聖 イラスト：ゆの |
| 2018年 | ひとり旅                     | 瀬名航 feat.鎖那 | 瀬名航（作詞・作曲）                          | イラスト：みつき さなぎ 動画：House*                               |
| 2018年 | シュテルン                   | 鎖那             | 鎖那（作詞・作曲） ジグ（編曲）               | 動画：鎖那 Mix：米田聖                                             |
| 2020年 | ハッピーでバッドな眠りは浅い | 鎖那             | 鎖那（作詞・作曲・編曲）                      | 動画：鎖那                                                         |
| 2020年 | 彼女は旅に出る               | 鎖那             | 鎖那（作詞・作曲） Misumi（編曲）             | イラスト：hrsk Mix：米田聖                                         |
| 2020年 | 備忘録                       | 鎖那             | 鎖那（作詞・作曲） n.k（編曲）                | イラスト：鎖那 Mix：n.k                                            |
| 2021年 | tutu                         | 鎖那             | 鎖那（作詞・作曲） n.k（編曲）                | イラスト：鎖那 Mix・マスタリング：n.k                              |
| 2021年 | ベイビーヘイロー             | 鎖那             | 鎖那（作詞・作曲） n.k（編曲）                | イラスト：鎖那 Mix・マスタリング：n.k                              |
| 2022年 | カプセル                     | 鎖那             | 鎖那（作詞・作曲） samayuzame（補作曲・編曲） | MV：鎖那 Mix：n.k                                                  |
| 2024年 | テルテルユー                 | 鎖那             | 鎖那（作詞・作曲） n.k（編曲）                | 動画：鎖那 Mix：n.k マスタリング：utako 主催：ゆの                 |

## 出演

### 劇場アニメ
- 好きになるその瞬間を。〜告白実行委員会〜（2016年、ラジオDJ 役）

### ラジオ番組
- ぱんぱかカフぃR（羽衣編） - パーソナリティは花譜。ゲスト出演（2023年1月25日、2月1日、2月8日、InterFM）[50][51]